# Johann Grégoire
Johann Grégoire (* 14. Oktober 1972 in Bar-le-Duc, Meuse) ist ein ehemaliger französischer Freestyle-Skier. Er war auf die Buckelpisten-Disziplinen Moguls und Dual Moguls spezialisiert. Auf den Dual Moguls (Parallelbuckelpiste) wurde er 1999 erster Weltmeister und holte 2001 eine weitere Medaille. Im Weltcup gelangen ihm drei Siege.

## Biografie
Johann Grégoire gab am 25. Februar 1993 in La Plagne sein Debüt im Freestyle-Skiing-Weltcup. Zwei Jahre später fuhr er bei seinem erst dritten Antreten als Dritter in Meiringen-Hasliberg erstmals auf das Podest. Ab seiner zweiten vollen Saison gehörte er vor allem in der jungen Disziplin Dual Moguls (Parallelbuckelpiste) zur absoluten Weltspitze. Im Winter 1996/97 konnte er sich mit mehreren Top-10-Platzierungen am Saisonende in beiden Disziplinenwertungen unter den besten zehn klassieren. Bei seinen ersten Weltmeisterschaften in Iizuna kogen wurde er Neunter.
Zu Beginn der nächsten Saison feierte Grégoire in Zermatt einen Sieg im Europacup, konnte sich mit unbeständigen Weltcup-Ergebnissen aber nicht für die Olympischen Spiele in Nagano qualifizieren. Unmittelbar nach den Spielen feierte er in Châtel auf den Dual Moguls seinen ersten Weltcupsieg. Mit einem weiteren Sieg in Zauchensee belegte er in der Saisonwertung der nicht-olympischen Disziplin Rang drei. Im Februar 1999 kürte er sich in Meiringen-Hasliberg zum ersten Weltmeister auf den Dual Moguls. Nach weiterhin wechselhaften Resultaten gewann er zwei Jahre später bei den Weltmeisterschaften in Whistler noch Bronze in seiner Paradedisziplin. Im Dezember 2001 gelang ihm erstmals auch ein Weltcupsieg in der Single-Disziplin, womit er sich für die Olympischen Spiele von Salt Lake City qualifizierte. Dort musste er sich jedoch mit Rang 14 begnügen und beendete daraufhin seine Karriere. 

## Erfolge

### Olympische Spiele
- Salt Lake City 2002: 14. Moguls

### Weltmeisterschaften
- Nagano 1997: 9. Moguls
- Meiringen-Hasliberg 1999: 1. Dual Moguls, 8. Moguls
- Whistler 2001: 3. Dual Moguls

### Weltcupwertungen
| Saison  | Gesamt | Gesamt | Moguls | Moguls | Dual Moguls | Dual Moguls |
| Saison  | Platz  | Punkte | Platz  | Punkte | Platz       | Punkte      |
| ------- | ------ | ------ | ------ | ------ | ----------- | ----------- |
| 1994/95 | 58.    | 36     | 21.    | 252    | –           | –           |
| 1995/96 | 37.    | 58     | 14.    | 468    | 7.          | 116         |
| 1996/97 | 20.    | 74     | 8.     | 372    | 10.         | 228         |
| 1997/98 | 51.    | 44     | 17.    | 220    | 3.          | 312         |
| 1998/99 | 39.    | 41     | 19.    | 164    | 4.          | 184         |
| 1999/00 | 40.    | 37     | 20.    | 148    | 3.          | 304         |
| 2000/01 | 27.    | 49     | 14.    | 196    | –           | –           |
| 2001/02 | 35.    | 43     | 3.     | 260    | 17.         | 76          |

### Weltcupsiege
Grégoire errang im Weltcup 8 Podestplätze, davon 3 Siege:
| Datum            | Ort                   | Land       | Disziplin   |
| ---------------- | --------------------- | ---------- | ----------- |
| 28. Februar 1998 | Châtel                | Frankreich | Dual Moguls |
| 15. März 1998    | Altenmarkt-Zauchensee | Österreich | Dual Moguls |
| 1. Dezember 2001 | Tignes                | Frankreich | Moguls      |

### Europacup
- 2 Siege:

| Datum             | Ort     | Land    | Disziplin   |
| ----------------- | ------- | ------- | ----------- |
| 27. November 1997 | Zermatt | Schweiz | Moguls      |
| 3. Dezember 1998  | Zermatt | Schweiz | Dual Moguls |